# Erica Jong
Erica Jong (født 26. marts 1942) i New York City, USA, er en amerikansk forfatter og foredragsholder.
Jong er uddannet på Barnard College på Manhattan, New York City og er bedst kendt for sin roman, Fear of Flying (Luft under vingerne), som udkom i 1973. Bogen var en sensation grundet den ligefremme fremstilling af kvinders seksuelle behov.

### Romaner
- Fear of Flying (1973) – Luft under vingerne
- How To Save Your Own Life (1977) – Kunsten at redde livet
- Fanny, Being The True History of the Adventures of Fanny Hackabout-Jones (1980)
- Parachutes & Kisses (1984) – Faldskærme og kys
- Shylock's Daughter (1987): tidligere titel Serenissima – Serenissima : en roman om Venedig
- Any Woman's Blues (1990) – Frit fald : en kvinde-blues
- Inventing Memory (1997) – Erindringens døtre
- Sappho's Leap (2003)

### Noveller
- Four Visions of America – Fire amerikanske visioner

### Faglitteratur
- Witches (1981) – Hekse
- Megan's Two Houses (1984)
- The Devil at Large: Erica Jong on Henry Miller (1993)
- Fear of Fifty: A Midlife Memoir (1994) – Frygten for de 50 : midtvejserindringer
- What Do Women Want? Bread Roses Sex Power (1998) – Hvad vil kvinder have? : magt, sex, penge og roser
- Seducing the Demon : Writing for My Life (2006)

### Poesi
- Fruits & Vegetables (1971) – Frugt og grønt og andre digte
- Half-Lives (1973)
- Loveroot (1975)
- At The Edge Of The Body (1979)
- Ordinary Miracles (1983)
- Becoming Light: New And Selected (1991)

## Trivia
- Erica Jong er nævnt i Bob Dylans sang Highlands.

## Hædersbevisninger
- Poetry Magazine's Bess Hokin Prize (1971)
- Sigmund Freud Award For Literature (1975)
- United Nations Award For Excellence In Literature (1998)
- Deauville Award For Literary Excellence In France

## Ekstern henvisning
- Jongs hjemmeside Arkiveret 26. februar 2007 hos  Wayback Machine

- Luft under vingerne på litteratursiden.dk (Webside ikke længere tilgængelig)

1. ↑  Navnet er anført på engelsk og stammer fra Wikidata hvor navnet endnu ikke findes på dansk.
2. ↑  Navnet er anført på svensk og stammer fra Wikidata hvor navnet endnu ikke findes på dansk.